# جانيت اولسون
جانيت اولسون (بالسويدية: Jeanette Olsson)‏ هي مغنية وكاتبة غنائية سويدية، ولدت في 1973 في ستوكهولم في السويد.

## وصلات خارجية
- جانيت اولسون على موقع ميوزك برينز (الإنجليزية)
- جانيت اولسون على موقع ديسكوغز (الإنجليزية)